# Hermann von Limburg (Domherr)
Hermann von Limburg (* im 14. Jahrhundert; † 21. September 1374) war Offizial und Domherr in Münster und Köln.

## Leben
Papst Innozenz VI. übertrug am 30. März 1360 die Pfarrkirche St. Alban in Köln an Hermann von Limburg, nachdem dieser auf die Pfarrkirche in Holzweiler verzichtet hatte. Im August erhielt er eine päpstliche Zusage auf ein Kanonikat im Kloster Mariengraden. Am 14. Juni 1369 reservierte Papst Urban V. eine Präbende in Köln, um Hermann ein Studium im kanonischen Recht zu ermöglichen. Im Mai 1373 findet er als Domherr zu Münster urkundliche Erwähnung. Ebenso ist überliefert, dass der münsterische Bischof Florenz von Wevelinghofen ihn zum Offizial bestallte. Dieses Amt wurde ihm im Juli 1373 entzogen, weil er sich nicht ständig in Münster aufhielt. Vielmehr war er an der Kurie in Avignon tätig.